# Mirbát
Mirbát (také Murbat, arabsky مرباط‎) je město v Ománu ležící při pobřeží Arabského moře a Indického oceánu. Mirbát je rovněž provincie – vilájet – ománského guvernorátu Dafár. Hraničí s vilájety Džabal Samhan (Jabal Samhan), Sadá (Sadah) a Taka (Taqah). Počet obyvatel celého vilájetu sahá přibližně ke 14 tisícům. Město Mirbát leží několik desítek kilometrů od hlavního dafárského města Salála. Šejch Saif bin Ahmed al‑Gharibi je válí (správce) města Mirbát (2011).
Název města – slovo mirbát – v arabštině znamená „místo, kde jsou uvázáni koně“. Socha cválajícího arabského koně odkazující na minulost města je přítomna u všech důležitých vstupních cest. Architektonický styl některých mirbátských hliněných budov odpovídá jemenskému stylu.

## Historie

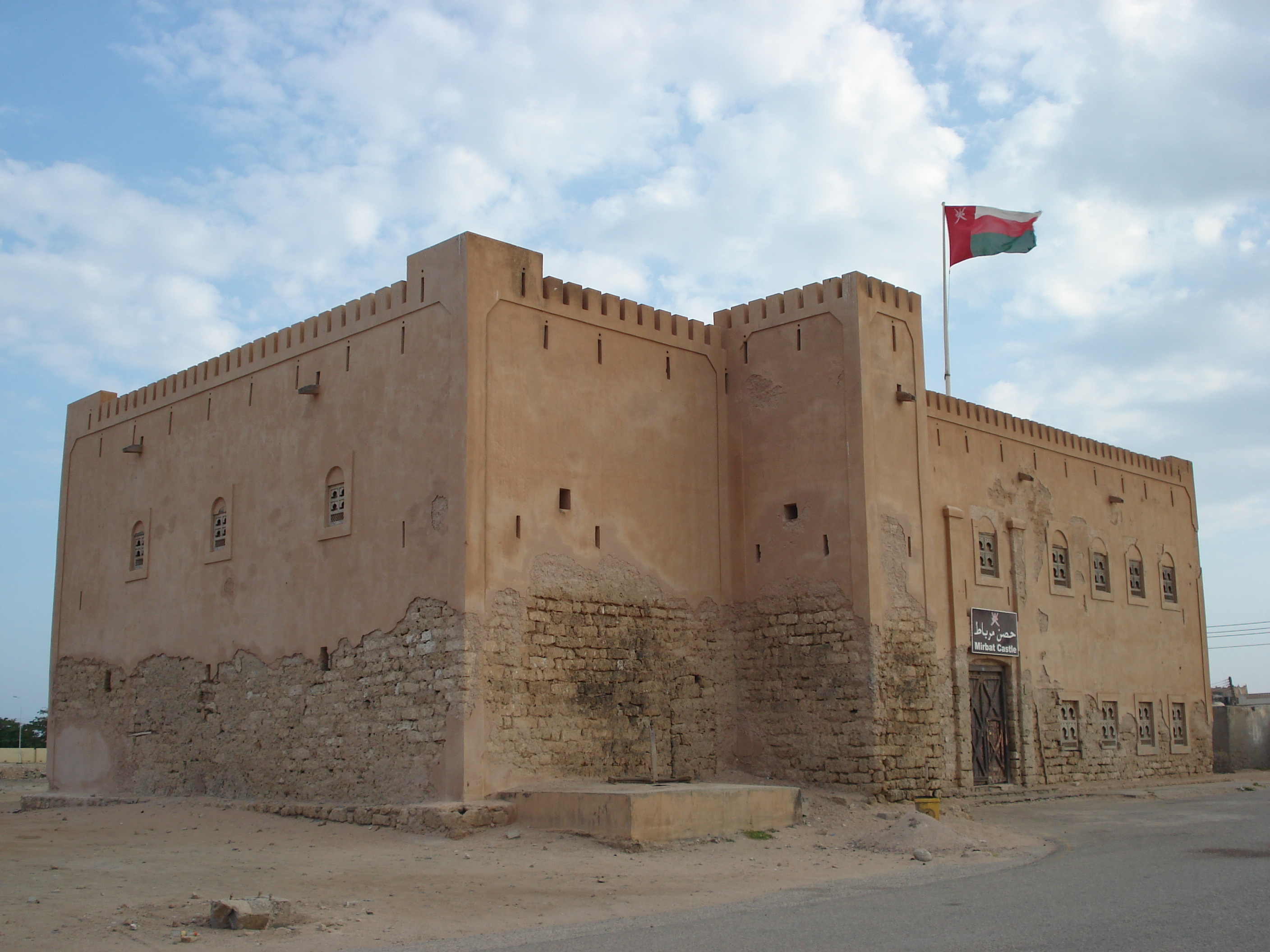
Mirbátská pevnost

V dobách minulých byl Mirbát hlavním městem Dafáru. Archeologické naleziště Sumhuram (Khor Ruri) se datuje do 4. tisíciletí před naším letopočtem. V té době zde přebýval Ll'ad Yalut kontrolující oblast dafárského obchodu s kadidlem.
Během 9. století se ve městě rozmohl chov a obchod s arabskými koňmi a rovněž obchod právě s kadidlem,
které v některých kapitolách dějin putovalo až do Číny či Indie.
Rybolov a lov ušňí se na obchodu podílel už tehdy.
Významná postava ománského islámu, vůdce Mohamed bin Ali, byl pohřben v bílé hrobce poblíž města Mirbát roku 1161.
Počátkem 19. století byla opodál hrobky vybudována Mirbátská pevnost.
Dne 19. července 1972 se zde během Dafárského povstání odehrála Mirbátská bitva mezi Lidovou frontou za osvobození Ománu a Sultánovými ománskými silami za podpory britské Special Air Service (SAS).

## Příroda a turismus
Mirbát se stal vhodnou turistickou destinací pro potápění (diving) hlavně v období od října do května. Počínaje květnem se dostavují monzunové deště razantně měnící charakter přírodní krajiny. Tento jev se nazývá khareef.
V místních mořských vodách se nacházejí rozsáhlé korálové útesy a lodní vraky. Podmořský život také skýtá množství různých živočišných druhů včetně sépií, rejnoků, murén, tuňáků a želv. Žijí zde též žraloci, delfíni, chobotnice a keporkakové.

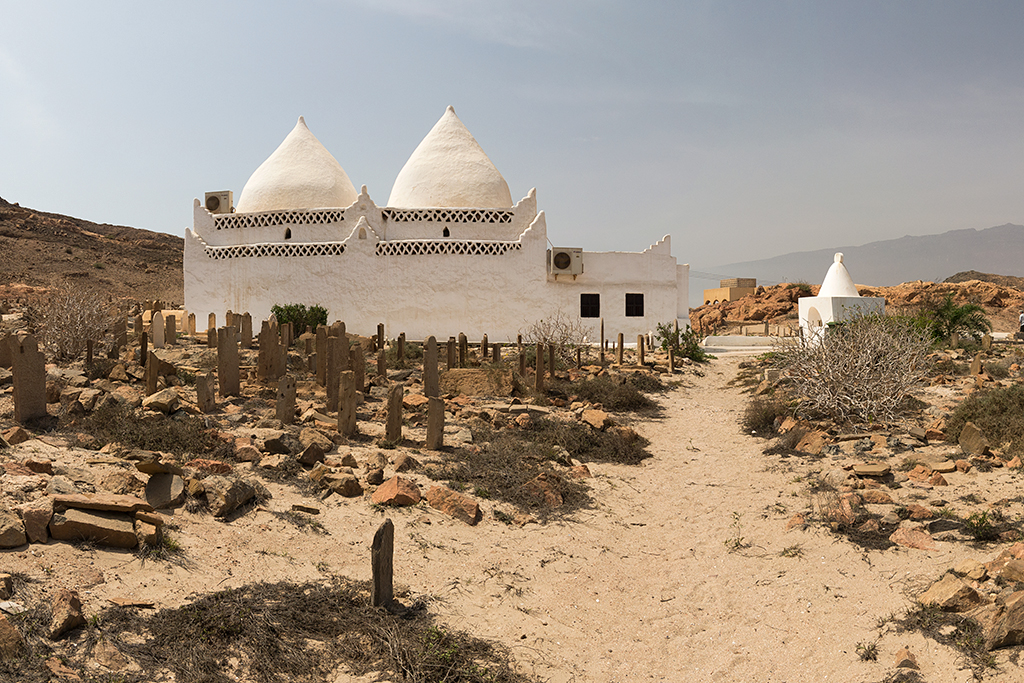
Mauzoleum Mohameda bin Aliho

Tyto vody obývá mimo jiné mořský plž ušeň (anglicky abalone), s nímž se pojí lokální (rybo)lov, dodnes nedílná součást mirbatského hospodářství. Odborníci usilují o rozšíření populace ušňí, což znesnadňuje právě jejich lovení. Současné líhně jsou úspěšné měrou 70 % v roce 2013.
Mezi turistické památky patří Mirbátská pevnost a od pevnosti nedaleká hrobka (mauzoleum) Mohameda bin Aliho. Souk, což je označení pro arabské tržiště, se v Mirbátu nachází také. Archeologické naleziště Sumhuram, neboli Khor Ruri, doplňuje budova muzea.
V přilehlém pohoří se nachází propast Tawi Attir o hloubce 112 metrů, která se stala útočištěm ptactva. Některé jeskyně skýtají rytiny a pozůstatky z dob před příchodem islámu. Vedle kadidlovníků rostou v Mirbátu také baobaby. Několik baobabů je považováno za starších tisíce let. Přilehlé okolí vilájetu je domovem velbloudů, horských koz, vlků, hyen a vysoké zvěře. Ptactvo zastupují například rackové.

## Ekonomika
Hospodářství se opírá o rybolov (sardinky) a chov zvířat, využívající blízké horské pastviny. Své místo zaujalo kožedělnictví a loďařství (stavba lodí). Produkuje se bílý olej a kadidlo hawjari.
Bankovní společnost BankDhofar sídlící v Salále operuje v Mirbatu prostřednictvím své pobočky otevřené roku 2011.